# Cerastium uniflorum
Cerastium uniflorum är en nejlikväxtart som beskrevs av Joseph Philippe de Clairville. Cerastium uniflorum ingår i släktet arvar, och familjen nejlikväxter. Inga underarter finns listade i Catalogue of Life.

## Bildgalleri

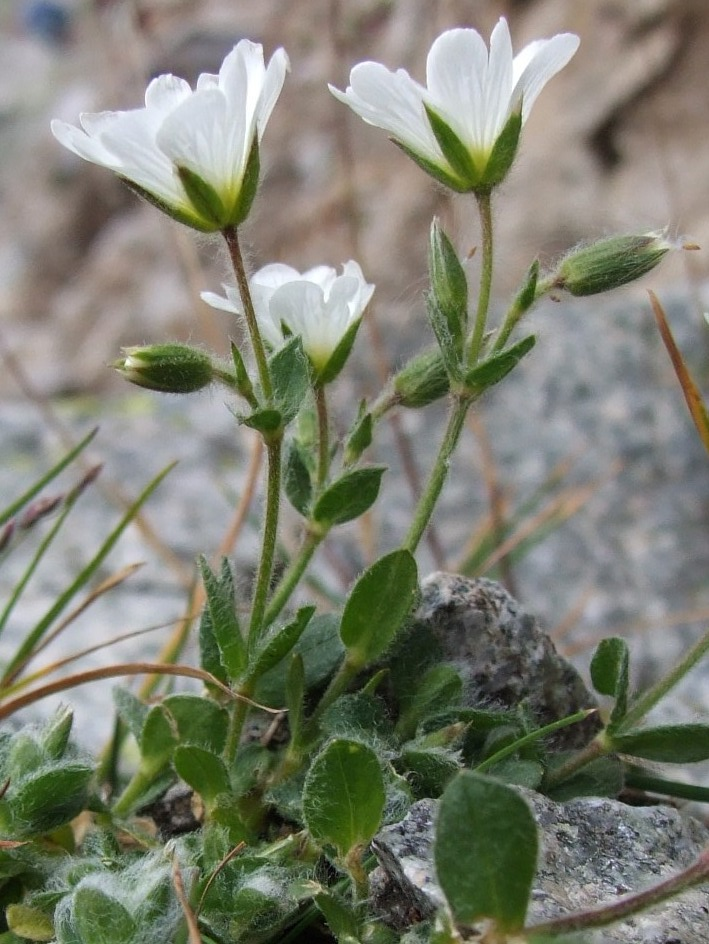
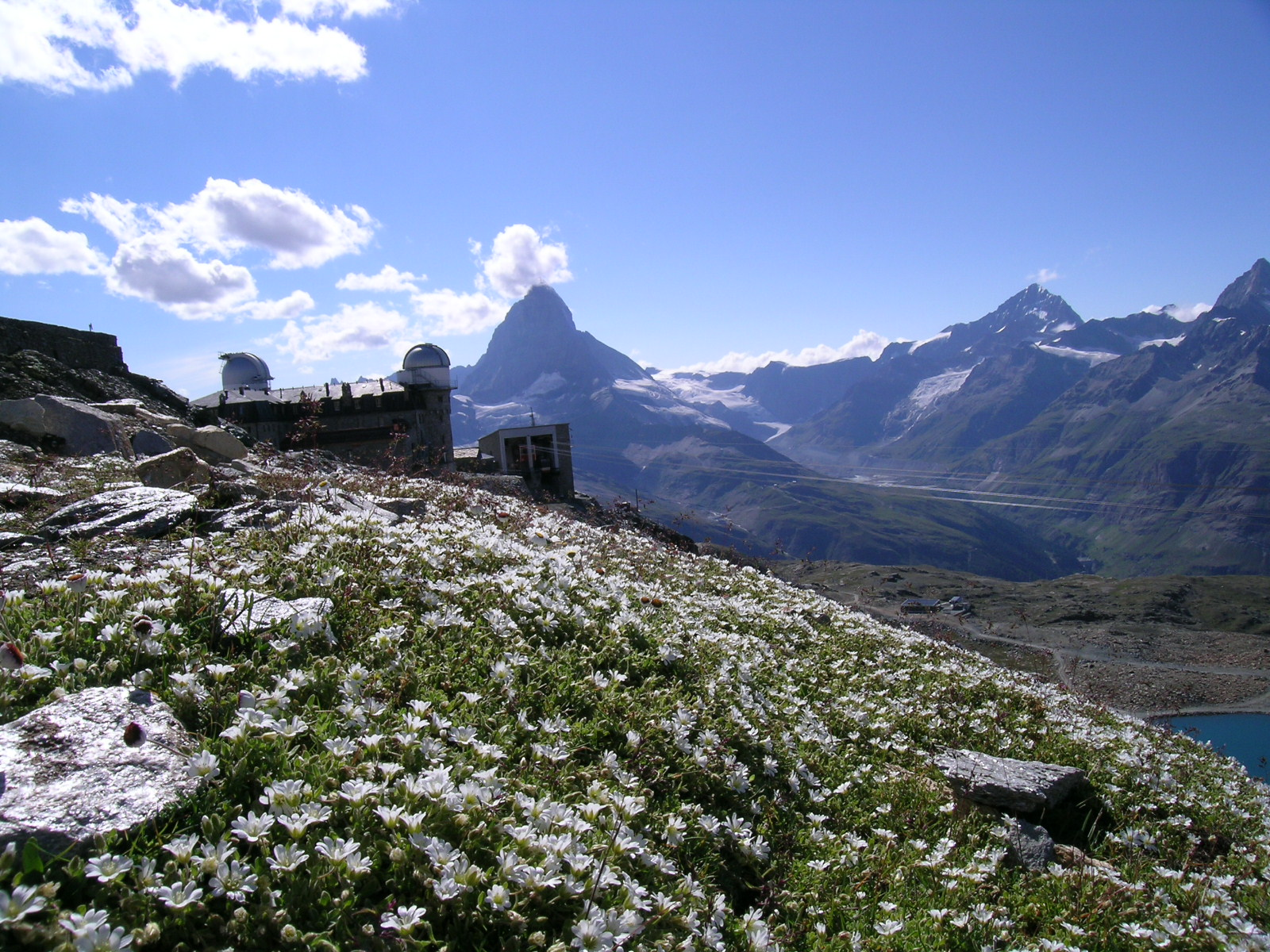
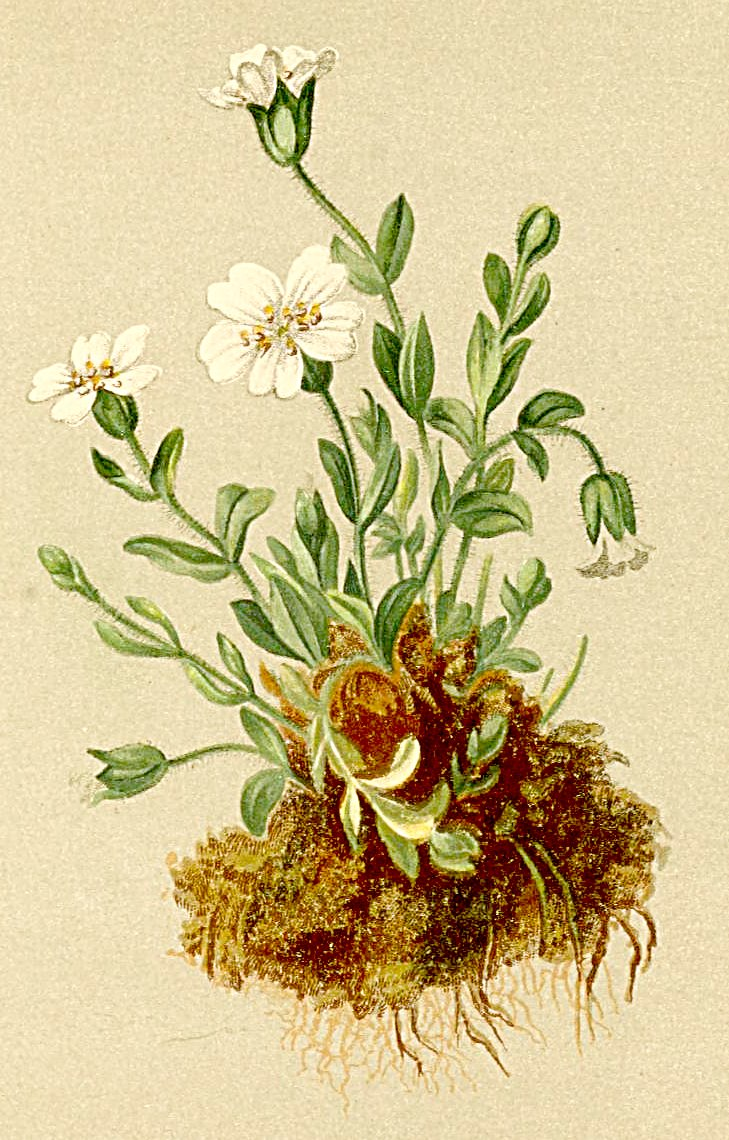
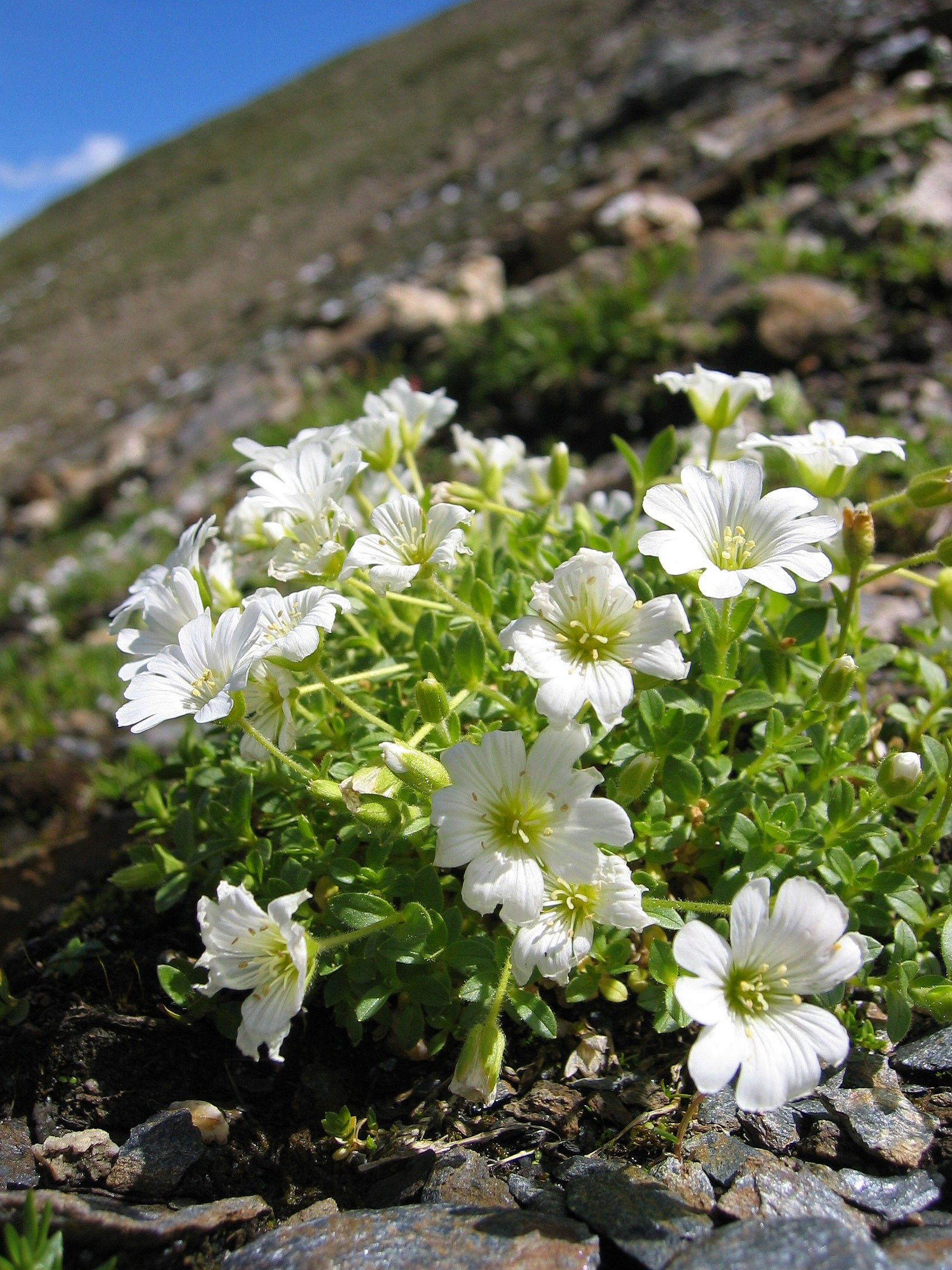
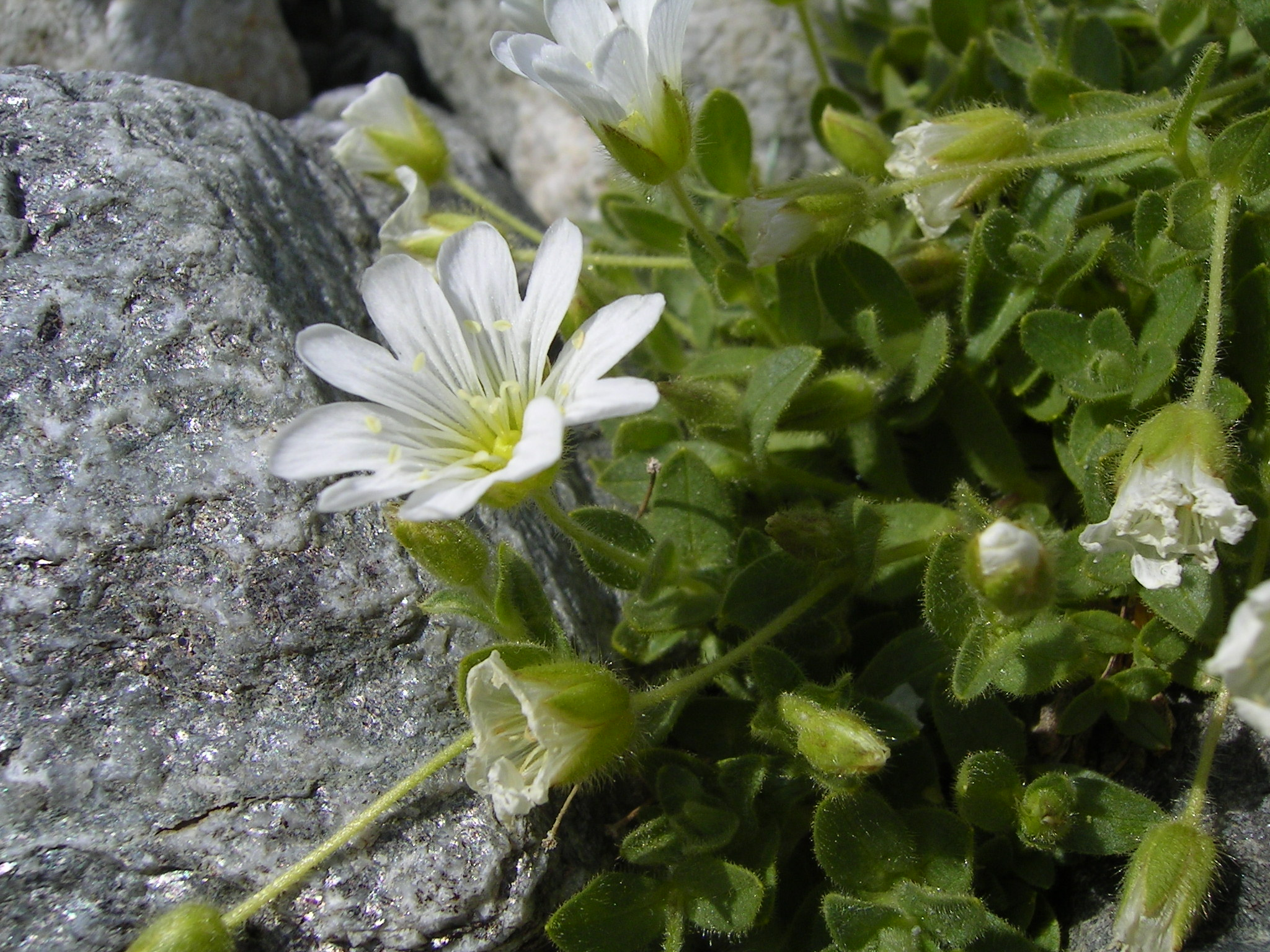
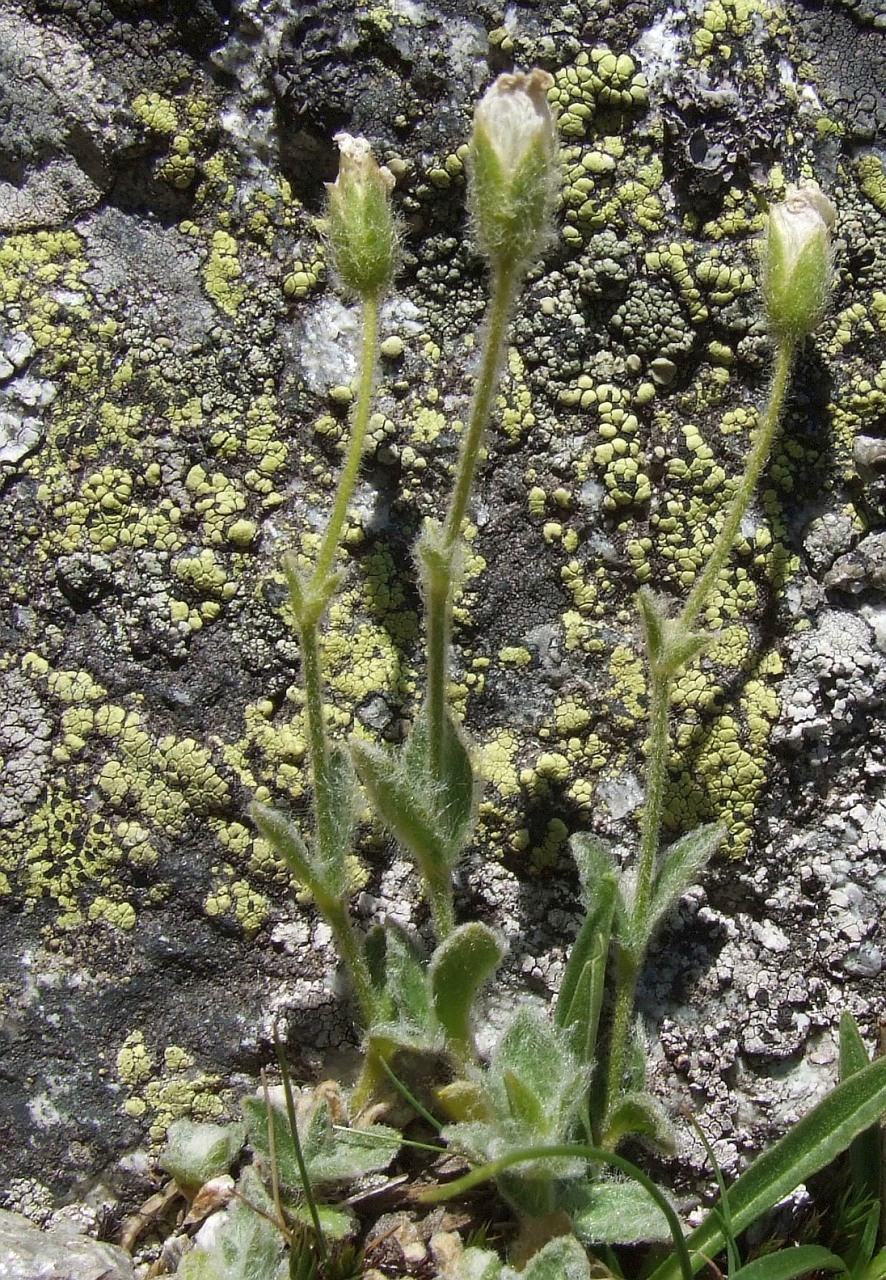